# Melanopella
Genre
Melanopella est un genre d'opilions eupnois de la famille des Sclerosomatidae.

## Distribution
Les espèces de ce genre se rencontrent en Asie du Sud-Est et en Asie du Sud.

## Liste des espèces
Selon World Catalogue of Opiliones (11/05/2021) :
- Melanopella feuerborni Roewer, 1931
- Melanopella insularis Roewer, 1931
- Melanopella marginata Roewer, 1955

## Publication originale
- Roewer, 1931 : « Über Opilioniden der Sundainseln. » Archiv für Hydrobiologie, Supplementband 9, Tropische Binnengewässer, vol. 2, p. 508–548.